# Danh sách thuật ngữ ukiyo-e
Dưới đây là danh sách các thuật ngữ (gồm kích cỡ và thể loại) thường gặp khi mô tả ukiyo-e (浮世絵), nghệ thuật in khắc gỗ và tranh của Nhật Bản.
- Aizuri-e (藍摺絵?); tranh in màu chàm
- Aka-e (赤絵?); tranh in màu đỏ
- Aratame (改?); con dấu kiểm duyệt
- Baren (馬連、馬楝?); công cụ để áp mực từ mộc bản lên tấm giấy
- Benizuri-e (紅刷絵?); "tranh in đỏ tươi" đặc trưng trong ukiyo-e thường được in bằng màu hồng và xanh lá cây
- Bijin-ga (美人画?); mỹ nhân họa
- Bokashi (kỹ thuật in) (ぼかし?); kỹ thuật cho phép phân cấp màu bằng cách áp mực lên một khối gỗ ẩm, dùng để điều chỉnh giá trị một màu từ tối đến sáng
- Từ năm 1790 đến năm 1876, tất cả các bản in khắc gỗ đều phải qua kiểm duyệt bởi các nhà kiểm duyệt được ủy quyền chính thức, và được đánh dấu bằng con dấu của họ
- Chūban (中判?); bản in khổ trung bình, từ 26 × 19 cm (10,2 × 7,5 in)
- Chū-tanzaku (中短冊判?); bản in khổ thẻ, từ 38 × 13 cm (15,0 × 5,1 in)
- Thời kỳ Edo (江戸時代 Edo jidai?); tồn tại từ năm 1603 đến năm 1868, thời kỳ mà xã hội Nhật Bản nằm dưới sự cai trị của mạc phủ Tokugawa
- E-hon (絵本?); sách tranh
- Fudezaishiki (筆彩色?); dùng cọ vẽ tô màu
- Furikake (振り掛け?); rắc khoáng chất hoặc kim loại dạng bột
- Gafu (画譜?); album
- Ganso (元祖?); tiền tố "người sáng lập" dành cho nhà xuất bản
- Geisha (芸者?); một chủ đề phổ biến trong ukiyo-e
- Hanga (版画?); bản họa
- Hanmoto (版元?); nhà xuất bản
- Hashira-e (柱絵?); tranh cột, 73 × 12 cm (28,7 × 4,7 in)
- Horishi (彫師?); thợ khắc mộc bản
- Hosoban (細判?); bản in khổ hẹp, 33 × 14,5 cm(13,0 × 5,7 in)
- Iro-ban (色板?); khối màu
- Jōge-e (上下絵?); các bản họa có thể xem từ trên hoặc dưới. Mỗi góc nhìn tạo một hình ảnh khác nhau cho người xem
- The Tales of Ise (伊勢物語 Ise monogatari?); là một uta monogatari, hoặc tuyển tập các bài thơ waka kèm theo những chuyện kể liên quan, có từ thời Heian
- Ishizuri-e (石摺絵?); một loại hình giống với in khắc đá, với những dòng chữ hoặc hình ảnh trắng (không mực) trên nền tối
- Ita-bokashi (板ぼかし?); "tạo khối bóng" một kỹ thuật cho phép tạo ra sự chuyển màu, đạt được bằng cách chà nhám hoặc mài các cạnh của họa tiết khắc
- Kakemono-e (掛物絵?); một bức tranh khổ ōban được xếp bên trên bức khác (quải trục)
- Kachō-ga (花鳥画?); chủ đề về các loài chim và hoa
- Kakihan (書き判?); nhãn hiệu của nghệ sĩ, được sử dụng trên các bản in cùng với (hoặc thay vì) chữ ký
- Kamigata (上方?); một vùng của Nhật Bản thường đề cập đến các thành phố như Kyoto và Osaka
- Kappazuri (合羽摺?); các bản in được sản xuất hoàn toàn bằng khuân tô, không có mộc bản. Chúng đơn màu (thường là màu đen) và được tô bằng khuôn.
- Karazuri (空摺?); in khô, in dập nổi
- Kasure-bori (掠れ彫り?); kiểu "khắc xước" bắc chước các nét vẽ
- Kisokaidō (中山道?); một trong Ngũ nhai đạo ở thời kỳ Edo
- Kiwame (極?); ký tự "được chấp thuận" xuất hiện trong nhiều con dấu kiểm duyệt
- Kojita-e (小下絵?); bản phác thô
- Komochi-e (子持絵?); bản in với các chi tiết có thể di chuyên
- Mameban (豆判?); bản in khổ 12 x 8 cm (4.75 x 3.2 in), đôi khi được gọi là "bản in nhỏ"
- Núi Phú Sĩ (富士山 Fujisan?); ngọn núi cao nhất Nhật Bản, cũng là một chủ đề phổ biến
- Musha-e (武者絵?); bản họa về chiến binh
- Namazu-e (鯰絵?); bản họa mô tả loài cá da trơn khổng lồ trong thần thoại Nhật Bản Namazu (鯰)
- Nikuhitsu-ga (肉筆画?); tranh vẽ theo phong cách ukiyo-e
- Nishiki-e (錦絵?);  in đa sắc trên mộc bản
- Ōban (大判?); bản in khổ lớn, 38 × 25,5 cm (15,0 × 10,0 in) hoặc 58 × 32 cm (23 × 13 in)
- Ōkubi-e (大首絵?); các bản họa về chân dung, bán thân
- Schools (流派): các trường phái thường được giới nghệ sĩ ukiyo-e theo duổi
- Senso-e (戰爭絵?); các bản họa mô tả về đề tài Chiến tranh Thanh - Nhật và Chiến tranh Nga - Nhạt
- Shin-hanga (新版画?); phong trào "Tân bản họa", hồi sinh ukiyo-e vào thế kỷ 20
- Shita-e (下絵?); một bản vẽ được chuẩn bị để dán vào khối in
- Shikishiban (色紙判?); bản in khổ 21 x 18 cm (8 x 7 in) thường dùng cho surimono
- Shomen-zuri (正面摺?); "in chính diện" là một kỹ thuật đánh bóng, đôi khi được sử dụng để tạo bề mặt sáng bóng tai các vùng tối của bản in
- Shunga (春画?); "Xuân cung họa", nghẹ thụat mang khiêu dâm
- Surimono (摺物?); các bản in dành riêng cho những dịp đặc biệt như Năm mới
- Surishi (摺師?); thợ in
- Tate-e (縦絵?); bản in theo định dạng dọc hoặc có thể là "chân dung"
- Cải cách Tenpō (天保の改革 Tenpō no kaikaku?); một loạt các chính sách kinh tế được đưa ra vào năm 1842 bởi Mạc phủ Tokugawa, tiền thân của Minh Trị Duy tân
- Tōkaidō (東海道?); tuyến đường quan trọng nhất trong Ngũ nhai đạo ở thời kỳ Edo
- Uchiwa-e (団扇絵?); bản in trên quạt tay hình mái chèo (uchiwa)
- Uki-e (浮絵?); "phù hội", một hình ảnh sử dụng phối cảnh tuyến tính
- Ukiyo (浮世?); "phù thế", mô tả các văn hóa thành thị tại Nhật Bản vào thời kỳ Edo (1600–1867)
- Urushi-e (漆絵?); những bức tranh được vẽ bằng sơn mài, khi in sẽ sử dụng mực tùy theo độ đậm và dày của sơn mài đen
- Waka (和歌?); thơ Nhật Bản
- Washi (和紙?); loại giấy truyền thống của Nhật Bản
- Yakusha-e (役者絵?); nghệ sĩ kịch (kabuki)
- Yoko-e (横絵?); bản in theo định dạng ngang hay có thể là "phong cảnh"
- Yokohama-e (横浜絵?); các bản in mô tả người ngoại quốc không thuộc Đông Á, và cũng như các cảnh của Yokohama.

## Kích thước in
Các thuật ngữ tiếng Nhật cho bản họa định dạng dọc (dọc) và ngang (ngang) là tate-e (縦絵) và yoko-e (横絵). Sau đây là các khổ in phổ biến trong thời kỳ Tokugawa. Các kích thước khác nhau tùy thuộc theo từng thời kỳ, và những số liệu được đưa ra ở đây là gần đúng, chúng dựa trên kích thước giấy trước khi in và giấy được cắt sau khi in.
| Tên                                              | Dịch                                   | cm (in)                                  | Nguồn |
| ------------------------------------------------ | -------------------------------------- | ---------------------------------------- | ----- |
| koban (小判 koban)                               | khổ nhỏ khoảng 1⁄4 kích thước của Oban | 19,5 × 13 (7,7 × 5,1)                    |       |
| aiban (合判 aiban)                               | khổ đơn                                | 34 × 22,5 (13,4 × 8,9)                   | [ 1 ] |
| bai-ōban (倍大判 bai-ōban)                       | khổ đôi                                | 45,7 × 34,5 (18,0 × 13,6)                | [ 2 ] |
| chūban (中判 chūban)                             | khổ trung                              | 26 × 19 (10,2 × 7,5)                     | [ 1 ] |
| hashira-e (柱絵 hashira-e)                       | tranh cột                              | 73 × 12 (28,7 × 4,7)                     | [ 1 ] |
| hosoban (細判 hosoban) hoặc hoso-e (細絵 hoso-e) | khổ hẹp                                | 33 × 14,5 (13,0 × 5,7)                   | [ 1 ] |
| hosoban (細判 hosoban) hoặc hoso-e (細絵 hoso-e) | khổ hẹp                                | 39 × 17 (15,4 × 6,7)                     | [ 1 ] |
| kakemono-e (掛物絵 kakemono-e)                   | tranh liễn                             | 76,5 × 23 (30,1 × 9,1)                   | [ 1 ] |
| nagaban (長判 nagaban)                           | khổ dài                                | 50 × 20 (19,7 × 7,9)                     | [ 1 ] |
| ōban (大判 ōban)                                 | khổ lớn                                | 38 × 25,5 (15,0 × 10,0)                  | [ 1 ] |
| ōban (大判 ōban)                                 | khổ lớn                                | 58 × 32 (23 × 13)                        | [ 1 ] |
| ō-tanzaku (大短冊判 ō-tanzaku)                   | khổ thẻ dài lớn                        | 38 × 17 (15,0 × 6,7)                     | [ 1 ] |
| chū-tanzaku (中短冊判 chū-tanzaku)               | khổ thẻ dài vừa                        | 38 × 13 (15,0 × 5,1)                     | [ 1 ] |
| surimono (刷物 surimono)                         | vật in                                 | 35 × 20 (13,8 × 7,9)                     | [ 1 ] |
| surimono (刷物 surimono)                         | vật in                                 | 12 × 9 (4,7 × 3,5) – 19 × 13 (7,5 × 5,1) | [ 1 ] |